# Pareusemion studiosum
Pareusemion studiosum är en stekelart som beskrevs av Ishii 1925. Pareusemion studiosum ingår i släktet Pareusemion och familjen sköldlussteklar. Inga underarter finns listade i Catalogue of Life.